# 라이카 M
라이카 M(타입 240)(영어: Leica M Type 240)은 2012년 10월에 공개된 라이카의 풀프레임 디지털 레인지 파인더 카메라이다.라이카 M(타입 240)은 CMOSIS의 2,400만 화소 CMOS 센서를 탑재했으며, 기존 라이카 M9과는 다른 새로운 Type 240 의 바디를 사용하였다.

## 성능
라이카 M은 벨기에의 CMOSIS사에서 설계한 2,400만화소 CMOS 이미지 센서를 채용했으며, 센서는 6 x 6 µm²그리드 형식의 5952 x 3698 해상도를 지원한다. 현존하는 라이카 M 베이오넷 렌즈를 모두 사용할 수 있으며, SLR인 R 시리즈의 렌즈 또한 R-A 어댑터를 장착해 사용할 수 있다. 다만 R 렌즈를 이용할 시 전자식 뷰파인더나 라이브뷰를 이용해야 한다.
프로세서는 Fujitsu의 Milbeaut를 기본으로 하는 Leica Maestro 이미지/비디오 프로세서를 탑재했으며, 라이카 M 시리즈로써는 처음으로 동영상을 지원한다.